# Supercopa de Italia 2004
La Supercopa de Italia 2004 fue la 17ª edición de la Supercopa de Italia, que enfrentó al ganador de la Serie A, el AC Milan, y de la Copa Italia, la Lazio. El partido fue disputado el 21 de agosto de 2004 en el Estadio San Siro. El AC Milan ganó el partido por 3-0 y obtuvo este campeonato por quinta vez en su historia.

## Equipos participantes
| A. C. Milan |  |  |  | Campeón de la Serie A 2003-04     |
| Lazio       |  |  |  | Campeón de la Copa Italia 2003-04 |

### Detalles del partido
| 1          | POR        | Dida              |     |
| 2          | DEF        | Cafú              |     |
| 13         | DEF        | Alessandro Nesta  |     |
| 31         | DEF        | Jaap Stam         |     |
| 3          | DEF        | Paolo Maldini     |     |
| 8          | MED        | Gennaro Gattuso   |     |
| 23         | MED        | Massimo Ambrosini | 77' |
| 10         | MED        | Rui Costa         |     |
| 22         | MED        | Kaká              |     |
| 7          | DEL        | Andriy Shevchenko |     |
| 15         | DEL        | Jon Dahl Tomasson | 75' |
| Entrenador | Entrenador | Carlo Ancelotti   |     |

| 1          | POR        | Angelo Peruzzi        |     |
| 22         | DEF        | Massimo Oddo          |     |
| 23         | DEF        | Paolo Negro           |     |
| 24         | DEF        | Fernando Couto        | 77' |
| 4          | DEF        | Óscar López           |     |
| 8          | DEF        | Luciano Zauri         |     |
| 6          | MED        | Ousmane Dabo          |     |
| 16         | MED        | Giuliano Giannichedda | 79' |
| 20         | MED        | Fabio Liverani        |     |
| 30         | MED        | César                 | 56' |
| 11         | DEL        | Roberto Muzzi         |     |
| Entrenador | Entrenador | Domenico Caso         |     |

| 14 | MED | Vikash Dhorasoo   | 77' |
| 27 | MED | Serginho          | 83' |
| 11 | DEL | Hernán Crespo 75' | 83' |

| 43 | DEF | Simone Sannibale | 77' |
| 34 | MED | Emiliano Corsi   | 79' |
| 9  | DEL | Paolo Di Canio   | 56' |

| Anotado | 36' | Andriy Shevchenko | 1-0 |
| Anotado | 46' | Andriy Shevchenko | 2-0 |
| Anotado | 76' | Andriy Shevchenko | 3-0 |

| Árbitro: | Pierluigi Collina |

| 1          | POR        | Dida              |     |
| 2          | DEF        | Cafú              |     |
| 13         | DEF        | Alessandro Nesta  |     |
| 31         | DEF        | Jaap Stam         |     |
| 3          | DEF        | Paolo Maldini     |     |
| 8          | MED        | Gennaro Gattuso   |     |
| 23         | MED        | Massimo Ambrosini | 77' |
| 10         | MED        | Rui Costa         |     |
| 22         | MED        | Kaká              |     |
| 7          | DEL        | Andriy Shevchenko |     |
| 15         | DEL        | Jon Dahl Tomasson | 75' |
| Entrenador | Entrenador | Carlo Ancelotti   |     |

| 1          | POR        | Angelo Peruzzi        |     |
| 22         | DEF        | Massimo Oddo          |     |
| 23         | DEF        | Paolo Negro           |     |
| 24         | DEF        | Fernando Couto        | 77' |
| 4          | DEF        | Óscar López           |     |
| 8          | DEF        | Luciano Zauri         |     |
| 6          | MED        | Ousmane Dabo          |     |
| 16         | MED        | Giuliano Giannichedda | 79' |
| 20         | MED        | Fabio Liverani        |     |
| 30         | MED        | César                 | 56' |
| 11         | DEL        | Roberto Muzzi         |     |
| Entrenador | Entrenador | Domenico Caso         |     |

| 14 | MED | Vikash Dhorasoo   | 77' |
| 27 | MED | Serginho          | 83' |
| 11 | DEL | Hernán Crespo 75' | 83' |

| 43 | DEF | Simone Sannibale | 77' |
| 34 | MED | Emiliano Corsi   | 79' |
| 9  | DEL | Paolo Di Canio   | 56' |

| Anotado | 36' | Andriy Shevchenko | 1-0 |
| Anotado | 46' | Andriy Shevchenko | 2-0 |
| Anotado | 76' | Andriy Shevchenko | 3-0 |

| Árbitro: | Pierluigi Collina |

| Supercopa de Italia     |
|                         |
| Campeón Milan 5º título |

| Predecesor: Supercopa de Italia 2003 | Supercopa de Italia 2004 | Sucesor: Supercopa de Italia 2005 |

- Datos: Q2013763